# أصول الحرب الأهلية الأمريكية

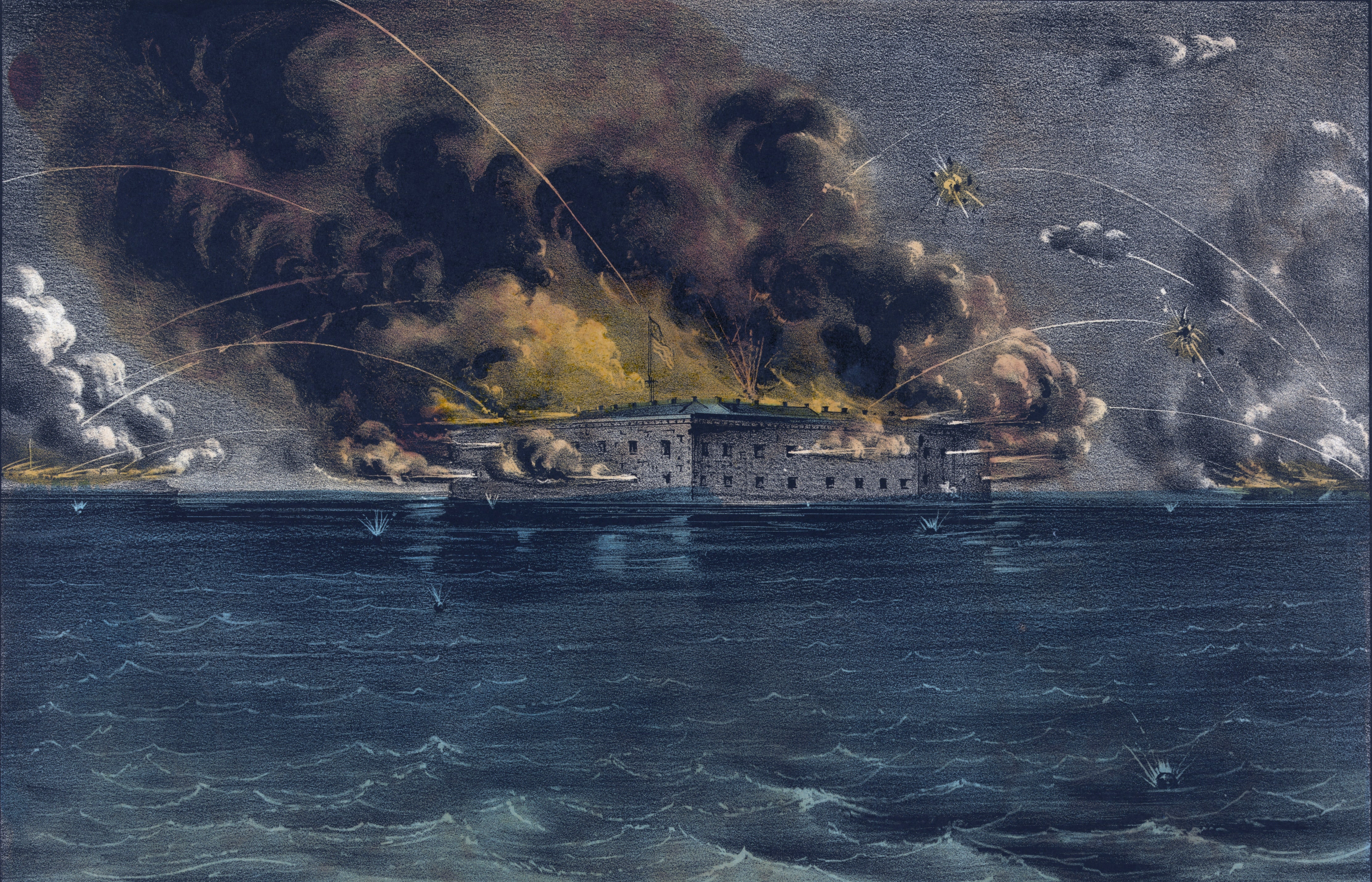
كانت معركة فورت سمتر المعركة الإفتتاحية في الصراع الذي كان يختمر منذ عقود.

يركز المؤرخون الذين يناقشون أصول الحرب الأهلية الأمريكية على الأسباب التي جعلت سبع ولايات جنوبية (تليها أربع ولايات أخرى بعد بداية الحرب) تعلن انفصالها عن الولايات المتحدة (الاتحاد) وتتحد لتشكيل الولايات الكونفدرالية الأمريكية (المعروفة باسم «الكونفدرالية»)، والأسباب التي دفعت الولايات الشمالية إلى رفض السماح لهم بالانفصال. يدور معظم النقاش حول السؤال الأول، وهو السبب الذي جعل بعض الولايات الجنوبية تقرر الانفصال. يتفق معظم المؤرخين في القرن الحادي والعشرين على أن الصراع على العبودية تسبب في حدوث الحرب، لكنهم يختلفون بشدة على الجوانب الأكثر أهمية في هذا الصراع (الجانب الأيديولوجي، أو الاقتصادي، أو السياسي، أو الاجتماعي).
كانت المعركة السياسية الرئيسية التي أدت إلى انفصال الجنوب تدور حول ما إذا كان سيُسمح لاحقًا للعبودية بالانتشار في الأراضي الغربية المنضمة حديثًا والتي من المقدر لها أن تصبح ولايات. ضم الكونغرس، في بداية الأمر، ولايات جديدة إلى الاتحاد، بعضها ولايات استرقاقية وبعضها الآخر ولايات حرة. أدى ذلك إلى الحفاظ على التوازن الفئوي في مجلس الشيوخ، مع عدم تحقيقه في مجلس النواب، حيث تجاوز عدد سكان الولايات الحرة الولايات الاسترقاقية. بناء على ذلك، كان وضع الأراضي الجديدة بوصفها أراضي حرة مقابل أراضي استرقاقية مسألة بالغة الأهمية، في منتصف القرن التاسع عشر، سواء بالنسبة للشمال الذي تنامت فيه المشاعر المناهضة للرق أو للجنوب الذي تزايدت فيه المخاوف من إلغاء الرق. كان تطور القومية الجنوبية البيضاء في العقود السابقة عاملًا من العوامل الأخرى التي أدت إلى الانفصال وتشكيل الكونفدرالية. كان الحفاظ على الاتحاد، الذي يستند إلى القومية الأمريكية، السبب الرئيسي لرفض الشمال للانفصال.
فاز أبراهام لينكون في الانتخابات الرئاسية لعام 1860، رغم عدم تواجده في بطاقات اقتراع عشر ولايات جنوبية. أدى انتصاره إلى إعلان سبع ولايات استرقاقية في الجنوب العميق الانفصال، وجميعها ولايات ذات اقتصاد نهري أو ساحلي، تعتمد على القطن الذي يزرعه العبيد. شكلت السبع ولايات الولايات الكونفدرالية بعد انتخاب لينكولن وقبل أن يتسلم منصبه.
رفض القوميون في الشمال و«الوحدويون» في الجنوب الاعتراف بإعلان الانفصال. لم تعترف أي حكومة أجنبية بالكونفدرالية. رفضت حكومة الولايات المتحدة في عهد الرئيس جيمس بيوكانان التخلي عن حصونها بالأراضي التي تطالب بها الكونفدرالية. بدأت الحرب في 12 أبريل 1861، عندما قصفت القوات الكونفدرالية حصن سمتر، وهو حصن رئيسي في ميناء تشارلستون بولاية كارولاينا الجنوبية.
ذكر جمع من المؤرخين، في عام 2011، «في حين كانت العبودية، وما ترتب عليها من سخط مختلف ومتعدد الأوجه، السبب الرئيسي للانفصال، إلا أن الانفصال نفسه هو الذي أشعل الحرب». كتب ديفيد إم. بوتير الحائز على جائزة بوليتزر: «لم تكن مشكلة الأميركيين، الذين أرادوا تحرير العبيد، في عصر لنكولن، تكمن في أن الجنوبيين أرادوا عكس ذلك، بل كانت في اعتزازهم  بقيم متضاربة، فلقد أرادوا احترام الدستور، الذي يحمي العبودية، والحفاظ على الاتحاد، الذي لازم تواجد مالكي العبيد. وهكذا التزموا بقيم لا يمكن التوفيق بينها منطقيًا».
مثلت السياسة الحزبية، والإبطالية، والإبطال مقابل الانفصال، والقومية الجنوبية والشمالية، والتوسعية، والاقتصاد، وحداثة ما قبل الحرب الأهلية الأمريكية، عوامل أخرى هامة.

## الجغرافيا والديموغرافيا
أصبحت الولايات المتحدة، بحلول منتصف القرن التاسع عشر، أمة من إقليمين متمايزين. كان للولايات الحرة في نيو إنجلاند، والشمال الشرقي، والغرب الأوسط، اقتصاد سريع النمو قائم على المزارع العائلية والصناعة والتعدين والتجارة والنقل، مع عدد كبير وسريع النمو من سكان الحضر. تعزز نموها عبر ارتفاع معدل المواليد وتوافد أعداد كبيرة من المهاجرين الأوروبيين، خاصة من أيرلندا وألمانيا. هيمن على الجنوب نظام زراعي يعتمد على العبودية، وقد حدث بعض النمو السريع في السكان في الجنوب الغربي (تكساس كمثال)، ويرجع ذلك إلى ارتفاع معدلات المواليد وارتفاع معدلات الهجرة من الجنوب الشرقي، وقد هاجر أوروبيون كذلك، ولكن بعدد أقل بكثير. كان في الريف الجنوبي عدد قليل من المدن، ومناطق تصنيع قليلة، باستثناء المناطق الحدودية كسانت لويس وبالتيمور. سيطر مالكو العبيد على السياسة والاقتصاد، رغم أن نحو %75 من الأسر الجنوبية البيضاء لم تكن تملك أي عبيد.
كان عدد سكان الشمال، بوجه عام، ينمو بسرعة أكبر بكثير من سكان الجنوب، ما جعل من الصعب على الجنوب السيطرة على الحكومة الوطنية. بحلول موعد انتخابات عام 1860، كان عدد أصوات المجمع الانتخابي في الولايات الجنوبية ذات الكثافة الزراعية العالية أقل من أصوات الولايات الشمالية ذات التصنيع السريع. تمكن أبراهام لينكون من الفوز في الانتخابات الرئاسية لعام 1860، دون حتى أن يتواجد على بطاقات الاقتراع في عشر ولايات جنوبية. شعر الجنوبيون بفقدان الاهتمام الفيدرالي بالمطالب السياسية الجنوبية المؤيدة للعبودية، وتعرضت هيمنتهم المستمرة على الحكومة الفيدرالية للتهديد. قدمت هذه الحسابات السياسية أساسًا حقيقيًا لقلق الجنوبيين حول التدهور السياسي النسبي لمنطقتهم، بسبب السرعة الكبيرة لنمو الشمال من حيث السكان والناتج الصناعي.
قلل السياسيون من معارضة العبودية في كثير من الأحيان، وذلك من أجل الحفاظ على الوحدة، ما أدى إلى العديد من التسويات كتسوية ميزوري عام 1820 تحت رئاسة جيمس مونرو. أدت قضية العبودية في الأراضي الجديدة، بعد الحرب المكسيكية الأمريكية، التي استمرت ما بين عامي (1846- 1848)، إلى تسوية عام 1850. في حين جنبت التسويات البلاد أزمة سياسية فورية، فإنها لم تحل قضية قوة الرقيق (سلطة أصحاب العبيد للسيطرة على الحكومة الوطنية في ما يخص قضية الرق) بشكل دائم. كان قانون الرقيق الهارب لعام 1850، الذي طالب الشماليين بمساعدة الجنوبيين في استعادة العبيد الهاربين، جزءًا من تسوية عام 1850، وقد وجد فيه العديد من الشماليين إهانة كبيرة.
أعاق انهيار نظام الحزب الثاني القديم، في خمسينيات القرن التاسع عشر، ومع ظهور أيديولوجيات طائفية معادية على نحو متزايد في السياسة الوطنية، جهود السياسيين للتوصل إلى تسوية أخرى. أثارت التسوية التي أُبرمت (قانون كانساس نبراسكا 1854) غضب العديد من الشماليين، وأدت إلى تشكيل الحزب الجمهوري، وهو أول حزب رئيسي يكاد يتواجد مقره بالكامل في الشمال. أصبح الشمال الصناعي والغرب الأوسط الزراعي ملتزمين بالروح الاقتصادية للرأسمالية الصناعية القائمة على العمل الحر.
تواجدت الحجج القائلة بأن العبودية غير مرغوبة للشعب الأمريكي منذ فترة طويلة، وفي وقت مبكر من تاريخ الولايات المتحدة، واحتج بها بعض الجنوبيين البارزين كذلك. ندد الإبطاليون، بعد عام 1840، بالعبودية بوصفها خطًأ أخلاقيًا وليس مجرد آفة اجتماعية. كان لناشطي الحزب الجمهوري الجديد، عادة الشماليين، وجهة نظر أخرى، إذ اعتقدوا بسيطرة مؤامرة قوة الرقيق على الحكومة الوطنية بهدف تمديد الرق والحد من الحصول على الأراضي الزراعية الجيدة لمالكي العبيد الأغنياء. أخذ المدافعون الجنوبيون عن الرق، من جانبهم، يزعمون استفادة السود من العبودية.

## التوترات التاريخية والتنازلات

### الجمهورية المبكرة
في زمن الثورة الأمريكية، تأسست مؤسسة العبودية بقوة في المستعمرات الأمريكية. كانت الأكثر أهمية هي الولايات الست الجنوبية من ولاية ماريلاند إلى جورجيا، ولكن تم نشر ما مجموعه نصف مليون من العبيد من خلال كل المستعمرات. في الجنوب كان 40٪ من السكان من العبيد، وكأميريكيين إنتقلوا إلى ولاية كنتاكي وبقية الجنوب الغربي بالكامل كان سدس المستوطنين من العبيد. وبحلول نهاية الحرب، فإن ولايات نيو انغلاند جهزت معظم السفن الأمريكية التي استخدمت في تجارة الرقيق الأجنبية في حين أن معظم زبائنها كانوا في جورجيا وكارولينا الشمالية والجنوبية.
خلال هذا الوقت وجد الكثير من الأميركيين صعوبة في التوفيق بين العبودية مع تفسيرهم للمسيحية والمشاعر النبيلة التي تدفقت من إعلان الاستقلال. كانت حركة صغيرة مناهضة للعبودية، بقيادة الكويكرز، لها بعض التأثير في 1780 و 1780 في وقت متأخر من قبل جميع الولايات باستثناء جورجيا قد وضعت بعض القيود على مشاركتهم في الاتجار بالرقيق. ومع ذلك، لم توجد أية حركة سياسية وطنية خطيرة ضد العبودية قد تطورت، إلى حد كبير بسبب الشغل الشاغل على تحقيق الوحدة الوطنية. عندما اجتمع المؤتمر الدستوري، وكان الرق هو القضية الوحيدة "التي لم تحمل أقل احتمال للتسوية، واحدة من شأنها أن معظم الأخلاق كانت ضد البراغماتية. . وفي النهاية، في حين أن العديد سيستغرق الراحة في الواقع أن العبودية كلمة يحدث أبدا في الدستور، المنتقدين يشيرون إلى أن ثلاثة أخماس التسوية قدمت لمالكي العبيد بعدد من الممثلين اضافيين في الكونغرس، ومتطلبات الحكومة الاتحادية لقمع العنف المنزلي الذي من شأنه تكريس، تأخير لمدة عشرين سنة في حظر استيراد العبيد.
سمحت الموارد الوطنية للدفاع ضد ثورات الرقيق في الجنوب لتحصين احتياجات العمل فيها، وجعل إلغاء العبودية من غير المحتمل جدا في المستقبل المنظور .
مع تجريم تجارة الرقيق الأفريقية في 1 يناير 1808، رأى العديد من الأميركيين أنه قد تم حل قضية العبودية . وقد تلاشى أي حوار وطني يمكن أن يكون قد استمر على مدى سنوات العبودية جراء الحظر التجاري والمنافسة البحرية مع بريطانيا العظمى وفرنسا، وأخيرا، نتيجة حرب 1812. وكان الاستثناء الوحيد لهذا الهدوء فيما يتعلق بالعبودية جمعية إنغلاند الجديدة "من إحباطهم مع الحرب مع استيائهم من تسوية الثلاثة أخماس التي بدت بالسماح للجنوبيين على الساحة السياسية الوطنية.
في أعقاب الثورة الأمريكية، ولايات الشمال (شمال خط ماسون ديكسون تم فصل ولاية بنسلفانيا وميريلاند) ألغيت عام 1804. في قانون شمال غرب 1787، الكونغرس (وكان لا يزال تحت المواد الكونفدرالية) منع العبودية من أراضي منتصف الولايات الغربية إلى الشمال من نهر أوهايو، ولكن عندما نظم الكونغرس الأمريكي الأقاليم الجنوبية المكتسبة من خلال شراء لويزيانا، تم حذف حظر العبودية.

### تسوية ميسوري
في عام 1819 عضو الكونغرس جيمس تلمدج، الابن في نيويورك بدأ ضجة في الجنوب عندما اقترح تعديلين على مشروع قانون يعترف بضم ميسوري إلى الاتحاد كدولة حرة.أولا العبيد الذين منعوا من الانتقال إلى ولاية ميسوري، والثانية ستكون إطلاق سراح جميع العبيد الذين ولدوا في ميسوري بعد قبول الاتحاد في سن 25. مع قبول ألاباما كولاية رقيق في عام 1819، تم تقسيم الولايات المتحدة على قدم المساواة مع 11ولاية الرقيق و 11 ولاية حرة. قبول الولاية الجديدة ولاية ميسوري كولاية رقيق من شأنه أن يعطي لولاية الرقيق الأغلبية في مجلس الشيوخ. فإن التعديل يلمح لإعطاء الولايات الحرة أغلبية.
مررت تعديلات تلمدج في مجلس النواب لكنها فشلت في مجلس الشيوخ عندما صوت خمسة من أعضاء مجلس الشيوخ الشماليين مع جميع أعضاء مجلس الشيوخ الجنوبيين. وكان السؤال المطروح الآن يختص بقبول ولاية ميسوري كولاية رقيق، ويشارك العديد من القادة أمثال توماس جيفرسون الخوف من أزمة الرق الخوف الذي وصفه جيفرسون بأنه «جرس من النار في الليل». تم حل الأزمة من قبل تسوية ميسورى، الذي اعترف بولاية مين تضم إلى الاتحاد كولاية حرة في نفس الوقت الذي اعترف بميسوري كولاية رقيق. كما حظرت تسوية الرق في شراء لويزيانا شمال إقليم وغرب ولاية ميسوري على طول خط 36-30. تسوية ميزوري أبطلت القضية حتى تم إلغاء القيود على العبودية من قبل قانون كانساس نبراسكا لعام 1854.
في الجنوب، أيقظت أزمة ميسوري المخاوف القديمة من ان حكومة اتحادية قوية يمكن أن تشكل تهديدا قاتلا للعبودية. وتحالف جيفرسون الذي وحد المزارعون الجنوبيين والمزارعين الشماليين والميكانيكيين والحرفيين في المعارضة إلى التهديد الذي قدمه الحزب الفيدرالي الذي قد بدء في الحل بعد حرب عام 1812. لم يكن حتى أزمة ميسوري حيث أصبح الأمريكيون على علم بالاحتمالات السياسية لهجوم قطاعات على العبودية، وأنه لم يكن حتى السياسة الجماعية لإدارة جاكسون أن هذا النوع من تغلب التنظيم على هذه المشكلة أصبح وضعا عمليا.

### أزمة الإبطال
حصلت أزمة الإبطال في عام 1831 كما نقتة التصاعد بين الشماليين و الجنوبيين. رفع رئيس أندرو جاكسون تعريفات الإستيراد لأجل حماية الصناعة الأمريكية من المنافسة الخارجية. بسبب ذلك, هدد الولاية كارولينا الجنوبية إبطال ولائها للحكومة الإتحادية . إنتهت الأزمة عن طريق تسوية بعد مناظرة حادة بين رئيس جاكسون و السياسي الجنوبي جون كالهون. مع أن كانت الأزمة ليست متعلقة بقضية العبودية، قرّبت إمكانية الإنفصال.